# Tiphanie Lemaître
Tiphanie Lemaître (* 17. Mai 2000 als Tiphanie Fiquet) ist eine französische Tennisspielerin.

## Karriere
Lemaître begann mit fünf Jahren mit dem Tennisspielen und bevorzugt Sandplätze. Sie spielt bislang vorrangig Turniere der ITF Women’s World Tennis Tour, wo sie bisher zwei Titel im Einzel und zwölf Doppeltitel gewonnen hat.

## Turniersiege

### Einzel
| Nr. | Datum           | Turnier         | Kategorie | Belag | Finalgegnerin | Ergebnis        |
| --- | --------------- | --------------- | --------- | ----- | ------------- | --------------- |
| 1.  | 28. August 2022 | Bad Waltersdorf | ITF W15   | Sand  | Pia Lovrič    | 7:62, 6:3       |
| 2.  | 28. Mai 2023    | Huntsville      | ITF W15   | Sand  | Dj Bennett    | 63:7, 7:65, 6:2 |

### Doppel
| Nr. | Datum              | Turnier         | Kategorie | Belag             | Partnerin                | Finalgegnerinnen                         | Ergebnis          |
| --- | ------------------ | --------------- | --------- | ----------------- | ------------------------ | ---------------------------------------- | ----------------- |
| 1.  | 29. Juni 2019      | Cancun          | ITF W15   | Hartplatz         | Léolia Jeanjean          | Hind Abdelouahid Alyssa Tobita           | 6:4, 6:4          |
| 2.  | 24. Juli 2021      | Monastir        | ITF W15   | Hartplatz         | Akvilė Paražinskaitė     | Mariana Dražić Anastasia Nefedova        | 7:5, 4:6, [10:8]  |
| 3.  | 7. August 2021     | Monastir        | ITF W15   | Hartplatz         | Akvilė Paražinskaitė     | Noelia Bouzo Zanotti Noelia Zeballos     | 6:2, 6:1          |
| 4.  | 14. August 2021    | Monastir        | ITF W15   | Hartplatz         | Akvilė Paražinskaitė     | Ayumi Koshiishi Anastasia Nefedova       | 4:6, 6:1, [10:6]  |
| 5.  | 2. Oktober 2021    | Lubbock         | ITF W15   | Hartplatz         | Fernanda Labraña         | Carmen Corley Ivana Corley               | 6:4, 6:72, [10:8] |
| 6.  | 11. Juni 2022      | Santo Domingo   | ITF W25   | Hartplatz         | Mell Reasco González     | Hina Inoue Taylor Ng                     | 6:4, 6:4          |
| 7.  | 27. August 2022    | Bad Waltersdorf | ITF W15   | Sand              | Karola Patricia Bejenaru | Nikola Břečková Romana Čisovská          | 2:6, 6:1, [10:5]  |
| 8.  | 21. Januar 2023    | Boca Raton      | ITF W25   | Sand              | Ashley Lahey             | Kayla Cross Renata Zarazúa               | 4:6, 6:1, [10:4]  |
| 9.  | 18. Mai 2024       | Monzón          | ITF W35   | Hartplatz         | Ana Candiotto            | Tamira Paszek Valentina Ryser            | 2:6, 6:0, [10:5]  |
| 10. | 14. September 2024 | Singapur        | ITF W15   | Hartplatz (Halle) | Punnin Kovapitukted      | Yui Chikaraishi Mei Hasegawa             | 6:4, 6:1          |
| 11. | 1. Februar 2025    | Glasgow         | ITF W35   | Hartplatz (Halle) | Paris Corley             | Esther Adeshina Victoria Allen           | 6:4, 5:7, [10:5]  |
| 12. | 31. Mai 2025       | Merzig          | ITF W15   | Sand              | Chelsea Fontenel         | Ivana Šebestová Arina Gabriela Vasilescu | 6:3, 6:3          |

## Persönliches
Tiphanie Lemaître ist die Tochter von Nathalie Lemaître und tritt seit 2023 unter dem Nachnamen ihrer Mutter an.